# Tallink

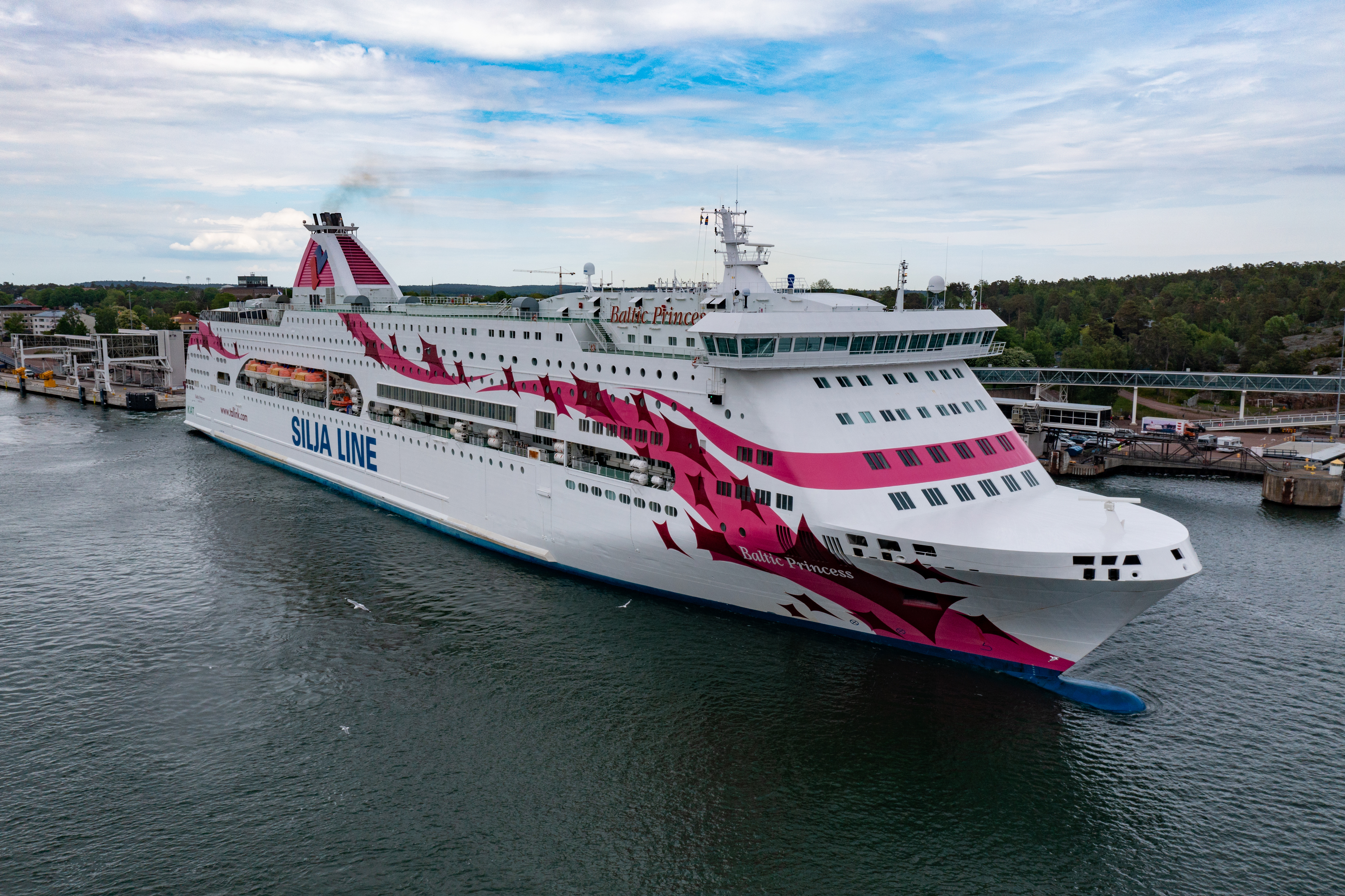
MS Baltic Princess w Mariehamn

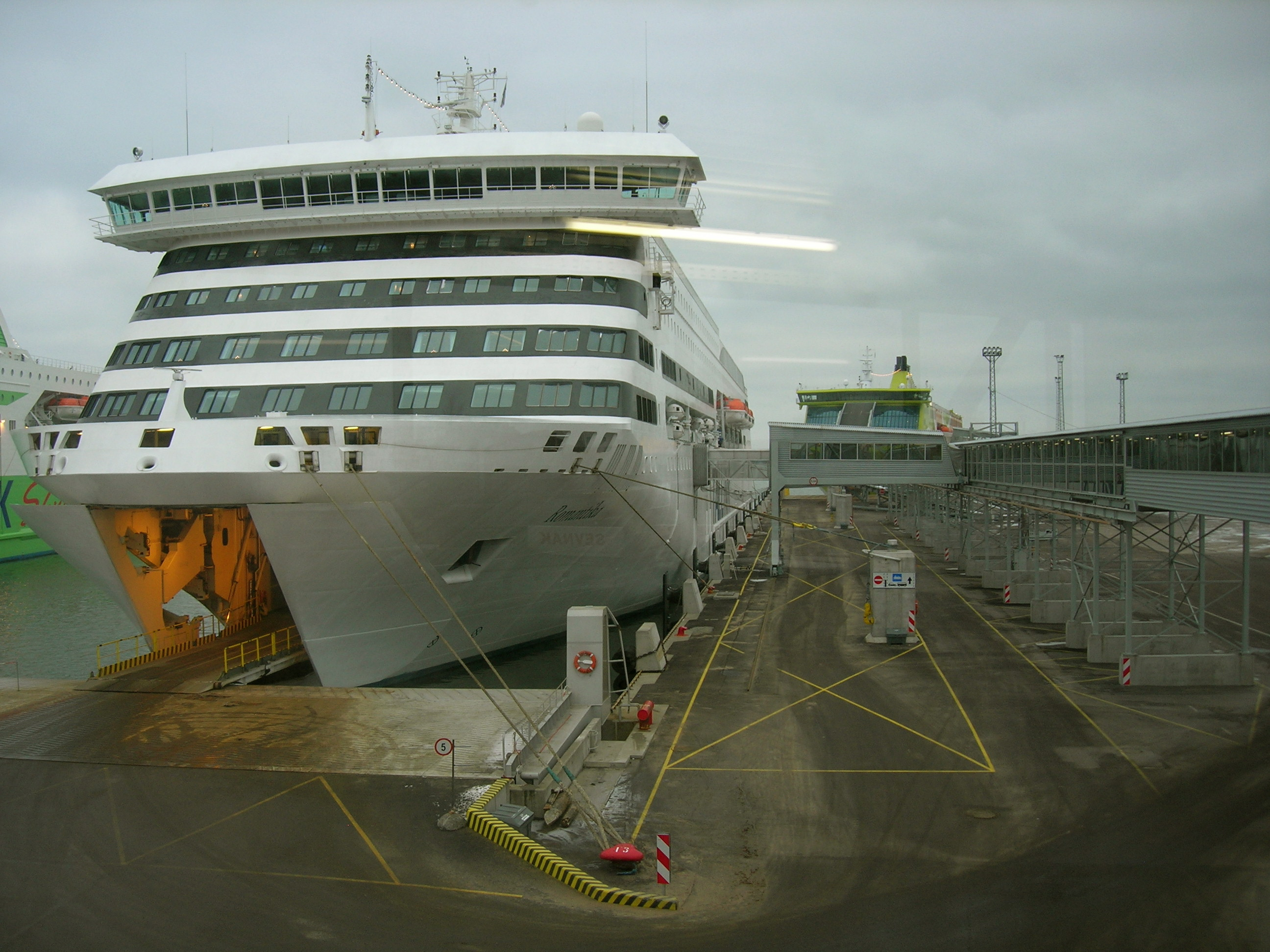
Tallink "Romantika"

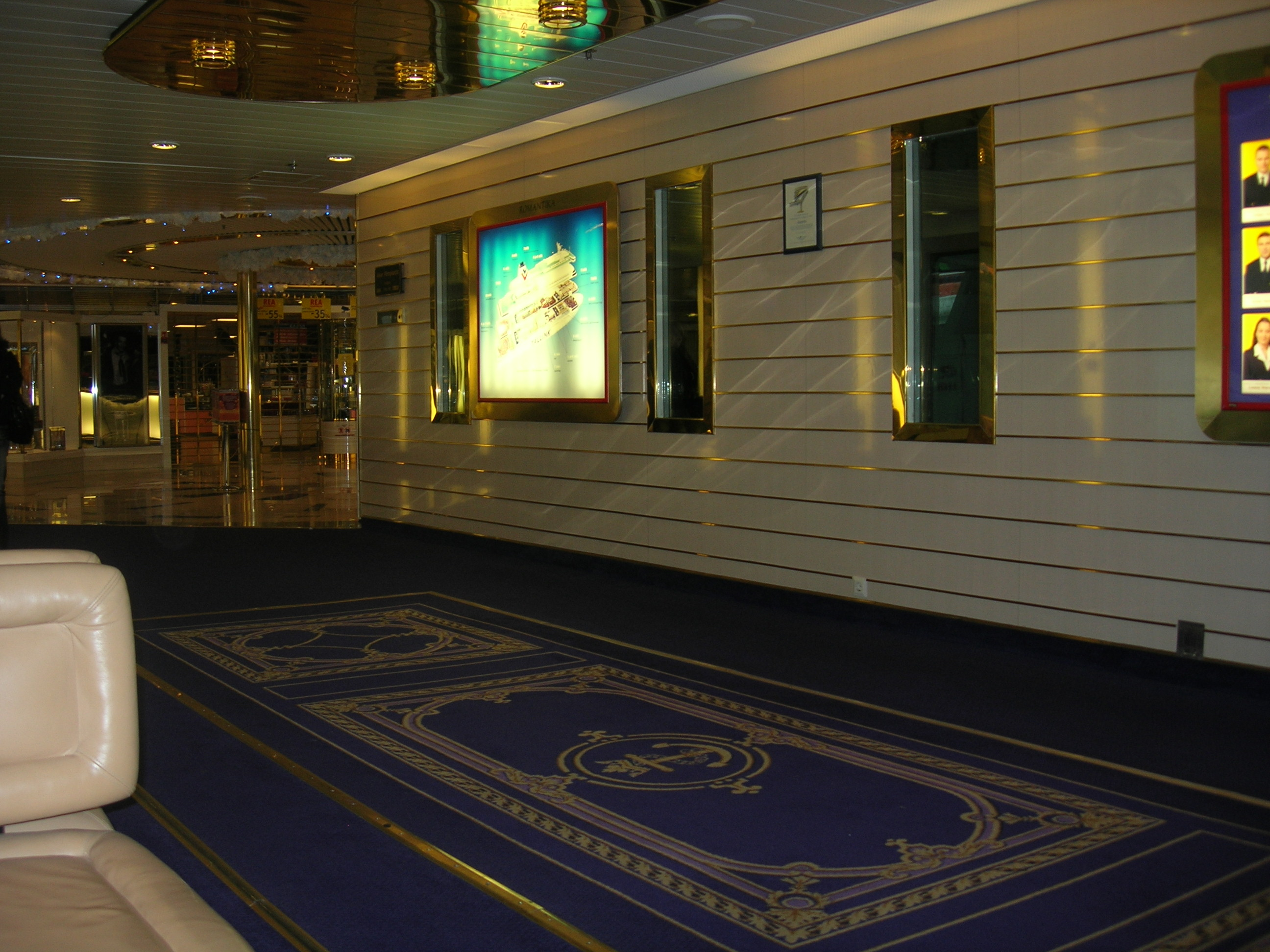
na promie Tallink "Romantika"

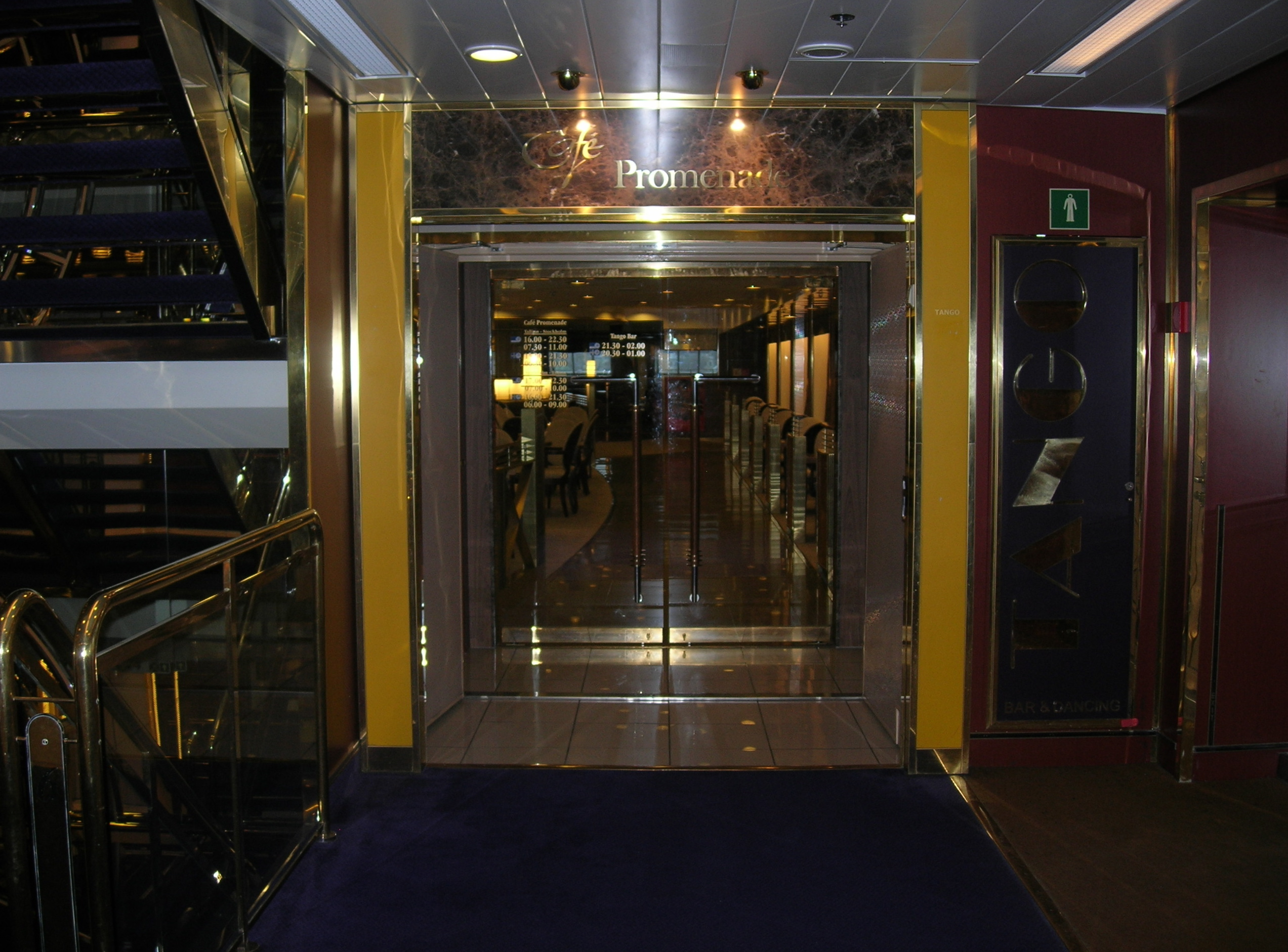
na promie Tallink "Romantika"

Tallink – estońskie linie promowe. Promy firmy Tallink wypływają z Tallinna i kursują do portów na Morzu Bałtyckim. Tallink ma połączenia m.in. z Helsinkami oraz Szwecją i Niemcami.

## Promy
- MegaStar[1]
- Star[2]
- Baltic Queen[3]
- Baltic Princess[4]
- Victoria I[5]
- Romantika[6]
- Silja Serenade[7]
- Silja Symphony[8]
- Silja Europa[9]
- Galaxy[10]
- Isabelle[11]

Poza tym do linii należy również statek transportowy Sea Wind.